# Дате Муненарі
Маркіз Дате Муненакі (яп. 伊達 宗城, 1 вересня 1818 – 20 грудня 1892) — восьмий голова володіння Увадзіма за бакумацу та політик раннього періоду Мейдзі.

## Раннє життя
Народився в Едо, четвертий син хатамото Ямаґуті Наокацу. Муненарі, тоді відомий як Камесабуро 亀三郎, був кандидатом на всиновлення даймьо Увадзіми 7-го покоління, що не мав спадкоємця, Дате Мунетади, оскільки Наокацувовий батько був 5-м даймьо Увадзіми, Дате Муратокі.

## Лідер роду
Муненарі успадкував головування 1844 року. Тайро Ій Наосуке наказав його припинення 1858 року. Муненарі було поміщено під домашній арешт.
Він повернув собі важливість у наступні роки політичного маврування в Кіото, як член дорадчого партії кобу ґаттай (公武合体 об'єднання двору та бакуфу). Пізніше в 3 році Бункю (1863), як пропонент кобу-ґаттаю його було зроблено членом імператорської дорадчої ради (саньо-кайґі 参与会議), ращом з Мацудайра Катаморі та іншими даймьо-однодумцями.

## Національний лідер
Після падіння сьоґунату 1868 року Муненар прийняв активну роль в новому імператорському уряді; Увадзіма як хан також була активно залучена до військової кампанії війни Босін (1868—1869).
Муненарі був ключовою фігурою міжнародних відносин Японії за раннього періоду Мейдзі. 1871 року будучи представником уряду Японії він підписав Японсько-цінську угоду про дружбу (Ніссін сюко дзьокі (яп. 日清修好条規)) разом з Лі Хунчжаном, віцекоролем династії Цін Китаю.
Також у 1871 в Японії було скасовано систему ханів, що повністю звільнило Муненарі від його політичних зв'язків з Увадзімою. 1881 року Муненарі супроводжував короля Гавайського королівства Калакауаї, під час першого державного візиту до Японії дійсного голови держави в її записаній історії. За нової системи титулів його спершу було зроблено графом, але згодом промотовано у маркізи.
Муненарі помер у Імадо в Токіо 1892 року у віці 74 років.

## Галерея

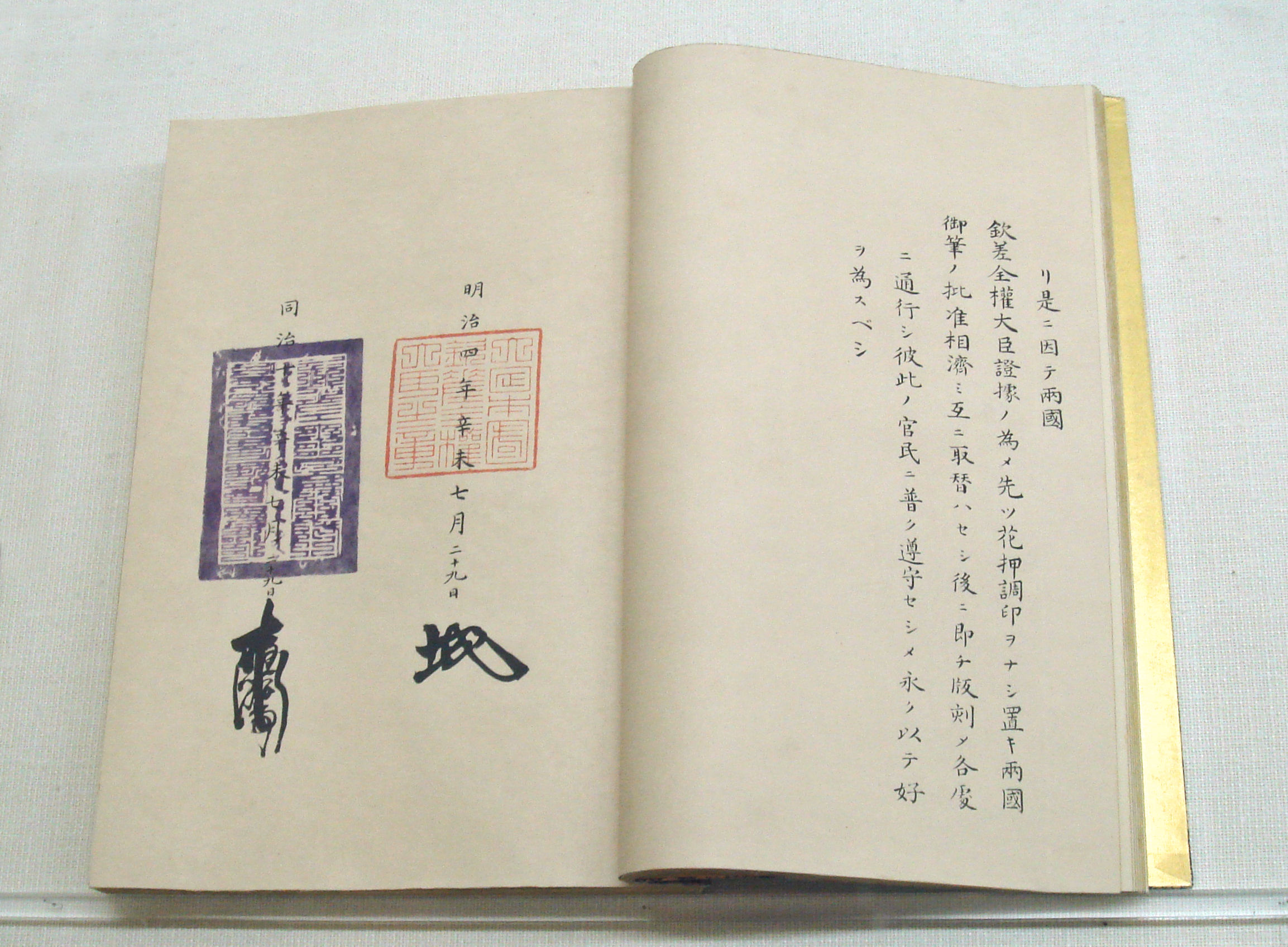
Японсько-цінська угода про дружбу, 13 вересня 1871. Угоду було підписано у Тяньцзіні Дате Муненарі та Лі Хунчжаном
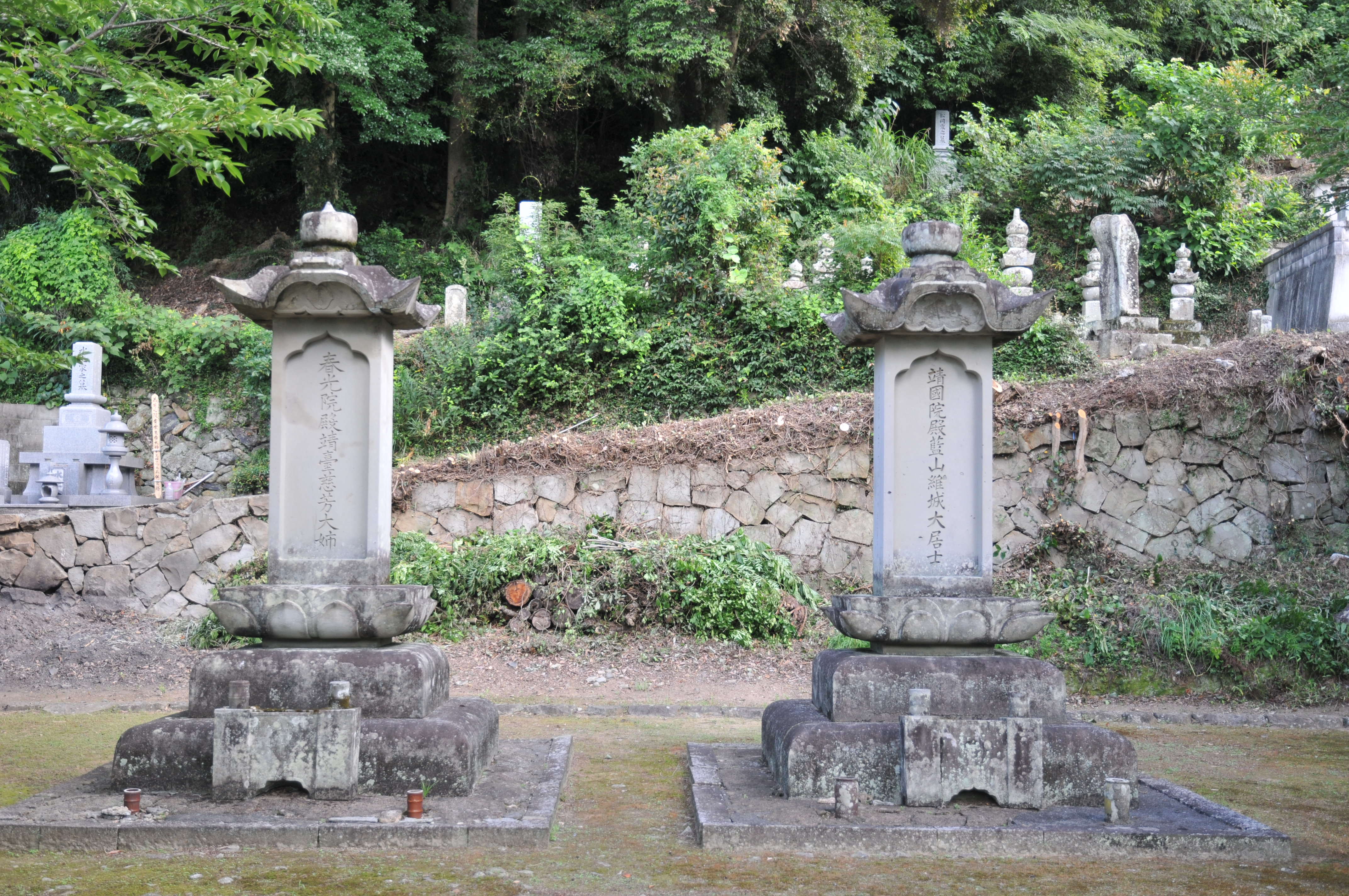
Могила Дате Муненарі (праворуч) в Увадзімі (宇和島 等覚寺)

## Примітки

Емблема (мон) роду Дате

## Для подальшого читання
- Date Munenari 伊達宗城. Date Munenari zaikyō nikki. Tokyo: Nihon shiseki kyōkai 日本史籍協会, 1916.
- Hyōdō Ken'ichi 兵頭賢一. Date Munenari Kō-den 伊達宗城公傳. Annotated by Kondō Toshifumi 今藤俊文. Tokyo: Sōsendo shuppan 創泉堂出版, 2005.
- Kusunoki Seiichirō 楠精一郎. Retsuden Nihon kindaishi: Date Munenari kara Kishi Nobusuke made 列伝・日本近代史: 伊達宗城から岸信介まで. Tokyo: Asahi Shinbunsha 朝日新聞社, 2000.
- Miyoshi Masafumi 三好昌文. Bakumatsu ki Uwajima-han no dōkō: Date Munenari wo chūshin ni: Dai ikkan 幕末期宇和島藩の動向: 伊達宗城を中心に: 第一卷. Uwajima: Miyoshi Masafumi 三好昌文, 2001.
- Tokugawa Nariaki, Date Munenari ōfuku shokanshū 徳川斉昭・伊達宗城往復書翰集. Edited by Kawachi Hachirō 河內八郎. Tokyo: Azekura Shobō 校倉書房, 1993.
- Totman, Conrad. The Collapse of the Tokugawa Bakufu, 1862—1868. Honolulu: University of Hawai'i Press, 1980.